# ジャム

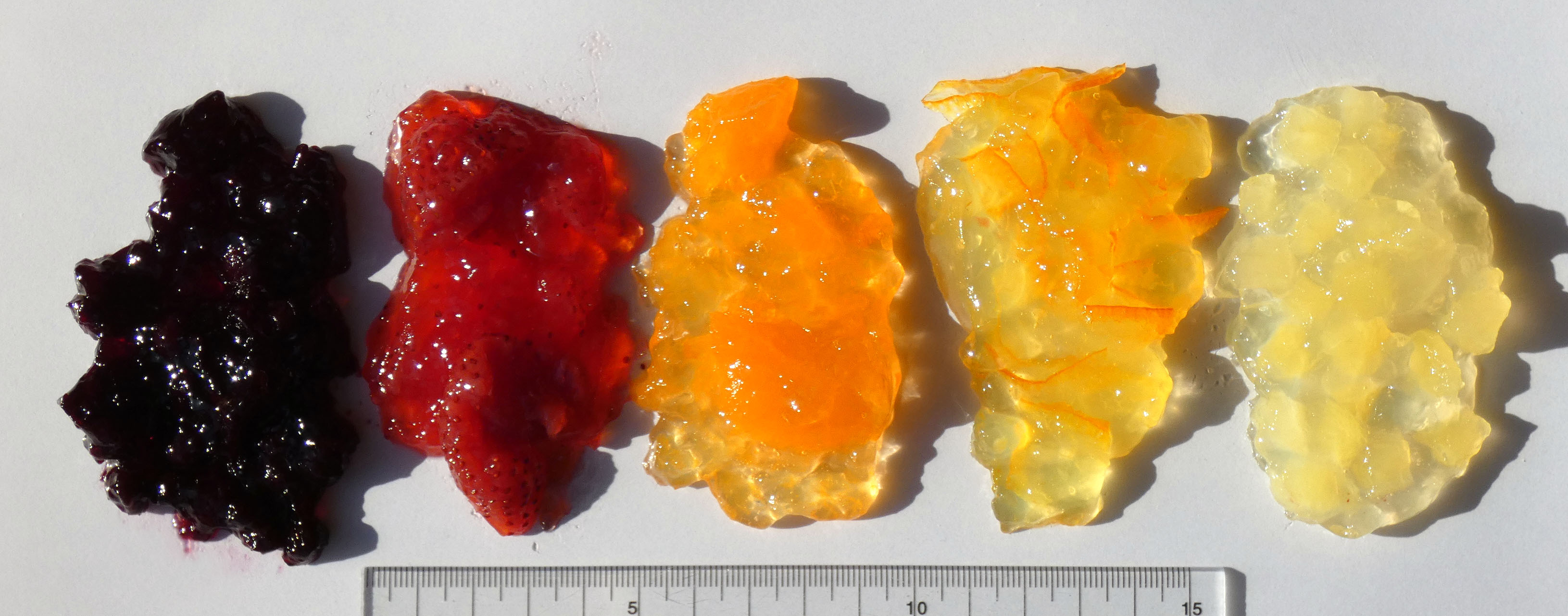
ブルーベリー、いちご、あんず、オレンジマーマレード、りんご

ジャム（英: jam）は、砂糖が水分を抱え込んでその腐敗を遅らせるという性質を利用し、フルーツの果実や果汁に重量比10%から同量程度の砂糖や蜂蜜を加えて加熱濃縮し保存可能にした食品で、スプレッド類の1つである。コンフィチュール（仏: confiture）やコンフィテューレ（独: Konfitüre）ともいう。 

## 概要
果実や果汁に含まれているペクチンに糖類と酸が作用し、ゼリー状に柔らかく固まる作用を利用した加工食品。
原料となる果物にペクチンが不足している場合、ペクチンを補うことでゼリー化させる。酸が不足している場合、商業生産の現場ではクエン酸、酒石酸、リンゴ酸などを、家庭ではレモン果汁、酸味の強いリンゴ（紅玉など）などを加える。原料果実の風味を残すため、無加熱の超高圧下で調理し加える砂糖の量を少なくしたものも流通している。
完成したときに果実の原型が比較的保たれているものはプレザーブ（英: preserve）という。オレンジやレモンなどの柑橘類を原料とし、果皮が含まれているものは特にマーマレード（英: marmalade）という。搾汁を原料としたものはゼリー（英: jelly）という。
非常に甘いのでそのまま食べることは少なく、パンやクラッカーなどに塗って食べるのが一般的である。その他、サンドイッチの具としたり、ヨーグルトやフレッシュチーズにかけて食べたり、様々なケーキの原料にしたりする。
一般的に使用されるフルーツにはイチゴ、アンズ、リンゴ、オレンジ、ブドウ、イチジク、ブルーベリー、ラズベリー、ブラックベリー、モモなどがある。珍しいフルーツや野菜（ルバーブ、ニンジン、カボチャなど）、花弁（バラ、スミレ、ラベンダー）を使ったものも出てきており、専門店などでは30 - 40種類を揃えているところもある。
果物に糖を加えて加熱したものという点ではコンポート（仏: compote）も似るが、ジャムに比べて糖度が低く、「果物の砂糖煮」とも説明されるように材料の原形や食感を残すように作られている。
もともとは砂糖漬けの保存食という性格を有する食品であった。ジャムという語は古い英語に由来し、「よく押しつぶしたもの」「よくすりつぶしたもの」といった意味合いがあったといい、果実の原形をとどめないものを「ジャム」と呼んでいたと考えられる。
日本では、一部のスプレッド類についても「ジャム」という名称が用いられることがあり、ゴマをペースト状にした「ゴマジャム」や、牛乳を煮詰めてとろみと甘味をつけた「ミルクジャム」などの商品も販売されている。
一般的には瓶詰にして販売される。他に、給食向けに小袋で個包装したものや、容器を折って開封することで他のスプレッド類（マーガリンなど）と一緒に出せるようにしたディスペンパック入りのものもある。

## 日本のジャム

### 定義と名称
日本では日本農林規格（JAS）により、「ジャム類」の規格が以下のように定められている（2019年10月18日改定の JAS 0524）。なお、「果実類」は「果実、野菜又は花弁」と定義されている。
ジャム類
次のいずれかのもの。
- a) 果実等を砂糖類、糖アルコール又は蜂蜜とともにゼリー化するようになるまで加熱したもの。
- b) a)に酒類、かんきつ類の果汁、ゲル化剤、酸味料、香料等を加えたもの。

マーマレード
ジャム類のうち、かんきつ類の果実を原料としたもので、かんきつ類の果皮を含んでいるもの。
ゼリー
ジャム類のうち，果実等の搾汁を原料としたもの。
ジャム
ジャム類のうち、マーマレード及びゼリー以外のもの。
プレザーブスタイル
ジャムのうち，ベリー類（いちごを除く。）の果実を原料とするものにあっては全形の果実、いちごの果実を原料とするものにあっては全形又は2つ割りの果実、ベリー類以外の果実等を原料とするものにあっては5 mm以上の厚さの果肉等の片を原料とし、その原形を保持するようにしたもの。

### 業界団体
- 日本ジャム工業組合（にほんジャムこうぎょうくみあい、東京都千代田区神田東松下町10番地2、法人番号：6010005002175）[6]

- アルプス食品工業
- アヲハタ
- 大鰐食品加工
- カセイ食品
- 加藤産業 上郡工場
- 共済農場 ふらのジャム園
- クマモト食品工業
- 小出ジャム製造
- 小島食品製造
- コスモ食品
- 寿高原食品
- 寿食品工業
- 沢屋
- 三弘製薬 食品部山形工場
- 新宿高野
- スドージャム
- ソントン食品
- 大洋食品工業
- タカ食品工業
- 高嶺商会
- たかはたファーム
- 田中食品興業所
- 日本果実加工
- 日本デルモンテ
- 兵庫興農
- 明治屋食品工場
- 森食品工業
- 両角ジャム製造所

## ロシアのジャム
ロシアには、ヴァレニエと呼ばれる果物を甘く煮たものがある。これもジャムとされることがあるが、果肉の形を残すことが多いことからプレザーブに近い。また、ロシア人は紅茶に砂糖を入れる代わりに、ヴァレニエを舐めながら飲む習慣がある。ヴァレニエを湯に溶かして飲むこともある。
日本で紅茶にジャムを入れたものを「ロシアンティー」と称するが、ロシアでは紅茶にヴァレニエを入れることは少ない。柚子ジャムを湯で溶かしたものを柚子ティーと言うのと同じく、ヴァレニエを湯に溶かしたものがティーと混同されて誤解が生じた可能性がある。